# タガログ語
タガログ語（タガログご、Tagalog [tɐˈɡaːloɡ]）は、フィリピンの言語の一つ。フィリピンのうち首都マニラを含むルソン島南部を中心に用いられている言語で、英語とともにフィリピンの公用語として採用されている。オーストロネシア語族に属する。
フィリピン語 (Filipino [pɪlɪˈpiːno]) は憲法に定められた国語としての名称であり、実質的にタガログ語とほぼ同じと考えてよい。タガログ語がfとpの区別を持たないため、この言語は「ピリピノ」語 (Pilipino) と名づけられたが、1972年憲法で「フィリピノ」語 (Filipino) に改称された。

## 音韻・文字

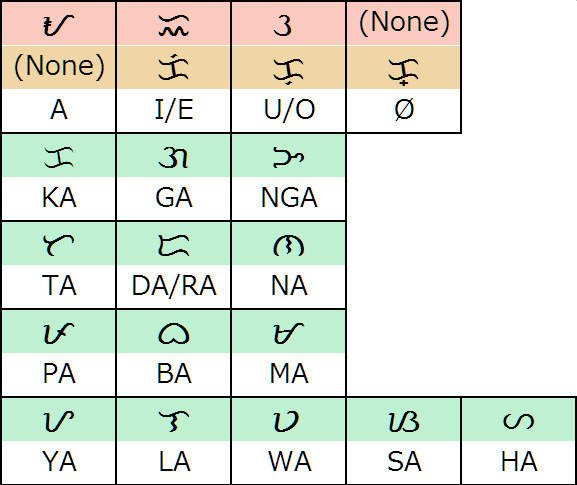
アリバタ文字一覧

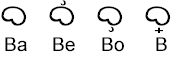
同じ子音の字の表記例

かつてはインド起源の音節文字（アリバタ）やアラビア文字を用いていたが、現在はもっぱらラテン文字（ローマ字）を用いる。母音はa, e, i, o, uの5個。子音はp, t, k,  ' （声門閉鎖音）, b, d, g, m, n, ng, s, h, l, r, w, yの16個がある。ただし、スペイン語、英語由来の固有名詞にはc, f, j, q, v, x, zも用いられる。タガログ語のローマ字は「アバカダ」と呼ばれ、1987年に制定されたものである。「アバカダ」という名前の由来は、英語のABCD（エイ・ビー・シー・ディー）にあたる先頭の4文字がABKD（ア・バ・カ・ダ）であることによる。表記はほぼ発音通りであるが、ngが単独の子音であることに注意されたい。例外的に、マーカーのngはnang/naŋ/、複数を表すmgaはmanga/maˈŋa/と発音する。 また、スペイン語、英語に由来する固有名詞は、タガログ語本来のつづり字の発音と異なる場合がある。
アクセントの区別があるが、辞書などを除いて表記されない。たとえばasoは、aにアクセントを置くと「犬」、oにアクセントを置くと「煙」を意味する。また、スペイン語に由来する固有名詞で、スペイン語の原つづりにアクセント記号がつく場合でも省略されることが多い。例：San Jose (←San José), Corazon (←Corazón) Aquino。
タガログ語にはアルファベット文字で表されない子音がひとつある。日本語で「ハイッ」という時の「ッ」の部分にあたる音で、声門閉鎖音と呼ばれる。この声門閉鎖音は単語の頭語、中間、語末のすべての位置に現れ、語頭で母音の前、単語の中間で母音と母音の間に生じるものには表示されず、単語の中間で、子音と母音の間に生じるものは、符号（－）で表される。語末で母音のあとに生じるものは、この母音の上に (`) をつけることによってあらわされる。この母音の上にアクセントがある場合は、アクセント符号 (´) との組み合わせで (^) で表される。

### 母音
- a
- e
- i
- o
- u

#### 二重母音
スペイン語からの借用語における二重母音は次のような特徴がある。
- 弱母音＋強母音はその音節にストレスがある場合は半母音字 "w", "y" を挿入する。ストレスのない場合は弱母音字 "i", "u" を "y", "w" に変える。発音もタガログ語のつづりに従う。そのため、ストレスがある場合原語より一音節増える。
- [-i] はスペイン語において語中では "-i"、語末では "-y" とつづるのが原則だが、タガログ語では語中でも "-y" とつづることがある。

### 子音
2字下げは外来語のみに用いられる文字。
- b /b/
  - c (+i, e /s/), (+a, o, u /k/)
- d /d/
  - f /f/（/p/ で代用されることも）
- g /ɡ/: "ge" [ɡe] "gi" [ɡi]、ただしスペイン語由来の固有名詞では "ge" [he] へ "gi" [hi] ひ, "gue" [ɡe] "gui" [ɡi]
- h /h/ は・ひ・ふ・へ・ほ
  - j /h/（スペイン語由来）、/dʒ/（英語由来）
- k /k/ か・き・く・け・こ
- l /l/ ら・り・る・れ・ろ
- m /m/ ま・み・む・め・も
- n /n/ な・に・ぬ・ね・の・ん
- p /p/ ぱ・ぴ・ぷ・ぺ・ぽ
  - q: que [ke] け、qui [ki] き（スペイン語由来）、qu- /kw-/（英語由来）
- r /r/ 歯茎ふるえ音または歯茎はじき音。スペイン語からの借用語の場合、スペイン語の規則が踏襲される[注 1]。
- s /s/
- t /t/, ts /tʃ/
  - v /b/ ば・び・ぶ・べ・ぼ: 英語由来の語では /v/ ヴァ・ヴィ・ヴ・ヴェ・ヴォ とも発音される
- w /w/
  - x /s/ さ・し・す・せ・そ または /ks/ または /h/ は・ひ・ふ・へ・ほ
- y /j/
  - z /s/

スペイン語つづりのタガログ化
- ca, co, ku→ka, ko, ku（カ、コ、ク）
- j→h
- que, qui→ke, ki（ケ、キ）
- v→b（バ、ビ、ブ、ベ、ボ）
- z→s（サ、シ、ス、セ、ソ）
- ñ→ny（ニュ）
- ll→ly（リュ、リ）
- ch→ts（ツ）

## 文法
英語では基本的な文は主語と述語で構成されるが、タガログ語は主題と叙述から成り立つ。主題は話し手、聞き手にとって話題となっているもので、名詞か名詞句、または形容詞である。叙述は主題に関する情報を提供するもので、動詞、形容詞、前置詞句などである。タガログ語の基本文は3つのタイプから成り立つ。
- 限定されない叙述＋限定された主題

```
Mataba ang nanay ko. 私の母は太っている。
```

- 限定された主題＋限定された叙述

```
Ang mga bata ang natutulog. 子供たちが眠っている。
```

- 限定されない主題＋限定された叙述

```
Mangga ang masarap. マンゴーがおいしいです。
```

### 接辞
タガログ語の接辞には語根の前に添える接頭辞、語根の最初の子音と母音の間に添える接中辞、語根の最後に添える接尾辞が存在する。接辞の中には動詞、名詞、形容詞、副詞、数詞、代名詞を形成するものが存在する。

#### 名詞の接辞
タガログ語の名詞は語根か、語根に接辞が添えられたものがほとんどである。名詞を形成する接辞は20余りある。
- -an/pa-..an  場所
- -an  相互行為や同時発生による出来事、時期
- -ka-..-an  抽象や集合
- ka-  相手との関係
- mag-  お互いの関係
- taga-/tagapag-  職業や任務
- taga-  出身
- pang-  道具や手段
- p-/pag-  動詞を名詞化

#### 形容詞の接辞
- ma-  資質や形状
- pala/mapag-  習慣
- -in/ma-..-in  性格
- pinaka-  最上
- napaka-  「とても」を表す
- kasing-  同等
- magkasing-  お互いに同等であることを表す
- naka-  状態
- nakaka-  感情や反応
- maka-  好みや傾向

## 基本表現
タガログ語の主な挨拶表現と数詞を紹介する。目上や年上の人との会話には「po」を文章の最後に付ける。「po」をつけた敬語表現では相手が1人でも必ず二人称を複数形にする。
- Magandang umaga. - おはよう。
  - Magandang umaga po. - おはようございます。
- Magandang tanghali. - こんにちは。（正午頃）
  - Magandang tanghali po. - 上に同じ
- Magandang hapon. - こんにちは。（午後）
  - Magandang hapon po. - 上に同じ
- Magandang gabi. - こんばんは。
  - Magandang gabi po. - 上に同じ
- Kumusta ka? - お元気ですか？
  - Kumusta po kayo?- 上に同じ
- Paalam. - さようなら。
- Salamat. - ありがとう。
  - Maraming salamat po. - どうもありがとうございます（した）。
- Walang anuman. - どういたしまして。
  - Wala anuman po. - 上に同じ
- Pasensya ka na. - ごめんなさい。
  - Pasensya na po kayo. - どうもすみません。
- Sino po sila? - どちら様ですか？（silaは二人称単数の最敬語表現。電話の応答等で使う）
- Tao po. - ごめんください。
- Nandito na ako. - ただいま。
- Ako si Taro. - 私は太郎です。
- Ano ang pangalan mo? - あなたの名前はなんですか？
- Ang pangalan ko ay Taro. - 太郎が私の名前です。
- Taga-saan ka? - どこ出身ですか？
- Taga-Manila ako. - マニラ出身です。

数詞：（　）内はスペイン語からの借用語で、時刻を言うときなどに用いる。
- isa (uno/una) - 1（1時は『ala una』）
- dalawa (dos) - 2（2時は『alas dos』）
- tatlo (tres) - 3（3時は『alas tres』）
- apat (kuwatro) - 4（4時は『alas kuwatro』）
- lima (singko) - 5（5時は『alas singko』）
- anim (seis) - 6（6時は『alas seis』）
- pito (siyete) - 7（7時は『alas siyete』）
- walo (otso) - 8（8時は『alas otso』）
- siyam (nuwebe) - 9（9時は『alas nuwebe』）
- sampu (diyes) - 10（10時は『alas diyes』）
- labing-isa (onse) - 11（11時は『alas onse』）
- labindalawa (dose) - 12（12時は『alas dose』）

時刻表現の例。
- 「朝5時」は「alas singko ng umaga」
- 「朝8時半」は「alas otso y medya ng umaga」（『y medya』は半分）[注 2]
- 「正午」は「alas dose ng tanghali」または「alas dose en punto」
- 「昼の3時」は「alas tres ng hapon」
- 「夜6時45分」は「alas seis kuwarenta y singko ng gabi」（『kuwarenta y singko』は45）[注 3]
- 「深夜12時」は「alas dose ng hatinggabi」
- 「深夜3時」は「alas tres ng madaling-araw」（『madaling-araw』は早朝を意味する）

## その他
- 先述の通りタガログ語にはスペイン語や英語などからの借用語が多いが、元々の意味と少し変わる場合がある。

例　※（）内は元のスペイン語の綴りならびに意味
- - siyempre（siempre）：「もちろん！」（「いつも、ずっと」）
  - mismo（mismo）：「〜自身」（「同じ、まさに」）